# Viheri bro
Viheri bro (finska: Viherin silta) är en 29,5 meter lång spännverksbro av trä i Joutsa i Finland.